# Resurs
Resurser är tillgångar, material, verktyg, förmågor eller andra tillgängliga medel som kan användas för att uppnå ett specifikt mål eller tillgodose ett behov. Resurser kan vara fysiska, ekonomiska, mänskliga, naturliga, teknologiska, eller immateriella och har betydelse inom en rad olika områden, såsom ekonomi, ekologi, företagsledning, utbildning och personlig utveckling.
Naturliga resurser delas in i förnybara och icke-förnybara resurser utifrån om resursen återskapas naturligt eller inte.